# DeppreSick Team
A Deppresick Team egy magyar indie játékfejlesztő csapat, amely elsősorban horror és túlélő műfajban alkot. A csapat legismertebb alkotása a Remorse: The List, amely 2022-ben jelent meg és egy nyílt világú horror FPS játék. Az alapot egy Half-Life 2 mod, a Grey adta, amely 2012-ben látott napvilágot. A csapat tagjai közé tartozik Ifju Péter, aki a grafikai elemekért felel, és Daniel, a játék programozója.

## Játékok
- Clueless Crew (2024): A Clueless Crew egy online kooperatív túlélési horror játék, amelyet 2024. december 13-án adtak ki. A játékban a játékosok egy titokzatos sofőr által irányított csapat tagjaiként elhagyatott helyszínekre mennek, hogy értékes zsákmányt gyűjtsenek. A csapat célja, hogy határidőre összegyűjtse a szükséges lootot, miközben szembesülnek szellemekkel és egyéb szörnyekkel. A játék nagy hangsúlyt fektet a kooperációra, mivel a játékosoknak különböző eszközökkel kell felszerelkezniük, hogy túléljék a veszélyes helyszíneket. A játékmenet során a döntések és a taktikai együttműködés kulcsfontosságúak, mivel a hiba a csapat kudarca lehet.

- Remorse: The List (2023): A Remorse: The List egy horror FPS, amely egy titokzatos lista eredetének felderítésére invitálja a játékosokat, miközben egy közép-európai kisvárost, Hidegpusztát járják be. A játék ötvözi a nyílt világú felfedezést, az inventory rendszert és a túlélő horrort. A játék erősen épít a Silent Hill és Resident Evil hatásaira, különösen a nyomasztó atmoszférára és a furcsa történetre, miközben a harcrendszer pörgősebb és akciódúsabb.
- Grey (2012): A Grey egy Half-Life 2 mod, amely az FPS és horror műfajokat ötvözi. A játék története egy férfi életének mélypontjait követi, miközben a valóság is ellene fordul. A játék az első jelentős mérföldkő volt a csapat számára, és alapot adott a Remorse fejlesztéséhez.

## Fejlesztési történet és inspirációk
A Deppresick Team első komolyabb játéka a Grey volt, amely gyorsan figyelmet keltett a Half-Life 2 közösségében. A csapat azonban nem állt meg itt, és folytatta a fejlődést a Remorse sorozattal. Az egyik legfontosabb mérföldkő a Steam Greenlight-on való sikeres szereplésük volt, amely lehetőséget biztosított számukra, hogy a Remorse végleges változatát kiadják.
A Remorse fejlesztése során számos nehézséggel kellett szembenézniük, mivel a csapat nem rendelkezett nagy költségvetéssel vagy egy profi csapattal. Azonban a csapat mindig arra törekedett, hogy a lehető legnagyobb részletességgel alkossa meg a játékot, figyelve a hangulatra és a játékosok szabad mozgására a világban.
A Remorse hangulatát nagyban befolyásolta a Silent Hill és Resident Evil sorozatok hatása. A játékosok a nyomasztó hangulatú városban, Hidegpusztán járhatnak, amely számos magyar kulturális elemet és referenciát tartalmaz, mint például a tipikus magyar tárgyak, mint a narancssárga kukák vagy a sárga buszok. Ezzel a csapat egy egyedi élményt kínál a magyar közönség számára, miközben a nemzetközi játékosok számára is újdonságot jelent a közép-európai környezet.

## Csapat és fejlesztési folyamat
A Deppresick Team jelenlegi magja két fős csapatot alkot: Ifju Péter, aki a grafikai elemekért felel, és Daniel, aki a programozási feladatokat látja el. A csapat folyamatosan fejlődik, és terveik között szerepel, hogy a jövőben bővítsék a csapatot és több projektet is elindítsanak.
A játék atmoszférájának megalkotása érdekében a csapat számos valós hangeffektet és hangulati elemet használt, például a Pesti utcákon hallott zajokat és az eső hangját. A játék hangulatát az apró részletek is segítik, például a radiátorok csörgedező vízének hangja vagy az elektromos szekrények búgása.

## Jövőbeli fejlesztések és kiegészítők
A csapat tervei között szerepel, hogy további tartalommal bővítik a Remorse univerzumot. A játékhoz hamarosan egy DLC is érkezik, amely új kalandokat és élményeket kínál a játékosok számára. A csapat folyamatosan dolgozik a játékon, hogy még több izgalmas és félelmetes élményt nyújtson a közönségnek.